# Comando da Formação e Doutrina da Albânia
O Comando da Formação e Doutrina da Albânia (CFDA) consiste na Academia de Defesa Albanesa, a Universidade Militar de Skanderbeg, a Academia NCO "Tomson", a formação básica Brigade, uma consolidada Escola da Tropa, um Centro de Análise da Defesa, e um Centro de Formação de apoio.
O Comando da Formação e Doutrina faz parte das Forças armadas da Albânia.